# María Ballvé
María Ballvé Aguiló (Reus, 1879 a 1969) fue una pedagoga y erudita reusense, precursora del movimiento feminista.

## Biografía
Estudió magisterio en la Escuela Normal de Tarragona y amplió estudios en la Escuela superior de Maestros de Madrid, donde se especializó en la docencia de matemáticas y geometría. A los 21 años ya era licenciada y ejerció como profesora de futuros maestros en Badajoz. Unos años después se trasladó a Alicante donde ejerció la mayor parte de su vida laboral. Durante todo este tiempo publicó docenas de artículos en los periódicos y escribió artículos científicos, hacía conferencias y otras actividades, siempre mostrando una gran erudición y cultura. Al retirarse volvió a Reus en 1950, donde permaneció hasta su muerte. Su ciudad le ha dedicado una calle.